# عيسى العيدوني
عيسى بلال العيدوني مواليد 13 ديسمبر 1996. هو لاعب كرة قدم تونسي محترف من مواليد فرنسا يلعب كلاعب خط وسط في نادي الوكرة القطري والمنتخب التونسي.

## الحياة الشخصية
ولد في فرنسا وهو شقيق اللاعب الجزائر نعيم العيدوني.

## المسيرة

### النادي
في 20 أبريل 2021، فاز بالبطولة الوطنية المجرية موسم 2020–21 بفوزه على منافسه اللدود نادي أويبست 3–0 في غروباما أرينا. سجل الهدفين ميرتو أوزوني (الدقيقة الثالثة والسبعة والسبعين) وتوكماك نغوين (الدقيقة 30). يرتدي العيدوني القميص رقم 93، في إشارة إلى مسقط رأسه في ليفري غارغان، وهي بلدة تقع في الضواحي الشمالية الشرقية لباريس، فرنسا.

### المنتخب
ولد العيدوني في فرنسا، وهو من أصول جزائرية وتونسية. تم استدعاؤه لتمثيل المنتخب التونسي الأول في 19 مارس 2021. ظهر لأول مرة في 25 مارس 2021 في تصفيات كأس الأمم الأفريقية 2021 ضد ليبيا. في 16 نوفمبر 2021، سجل هدفه الأول في المباراة ضد زامبيا في اليوم السادس من تصفيات كأس العالم 2022 (انتصار 3–1). في 14 نوفمبر 2022، استدعاه جلال القادري للمشاركة في كأس العالم 2022.

## الألقاب

### النادي
نادي فيرينتسفاروشي
- البطولة الوطنية المجرية: 2020–21، 2021–22
- كأس المجر: 2021–22

### الفردية
- أفضل لاعب في البطولة الوطنية المجرية: 2020–21

## روابط خارجية
- عيسى العيدوني  على سكروي